# رباط سنگ بست
رباط سنگ بست مربوط به دوره تیموریان است و در شهرستان فریمان، بخش مرکزی، روستای سنگ بست واقع شده و این اثر در تاریخ ۱۷ مرداد ۱۳۸۳ با شمارهٔ ثبت ۱۱۰۴۷ به‌عنوان یکی از آثار ملی ایران به ثبت رسیده است.